# Кадушкевич, Юлия Романовна
Ю́лия Рома́новна Кадушке́вич (род. 15 февраля 1985) — белорусская актриса театра и кино.

## Биография
Родилась 15 февраля 1985 года в Витебске.
В 2004 году  студенткой снялась в первом фильме Евгения Ситько «Пойти и не вернуться». Затем была главная роль в комедии Александра Канановича «Цвет любви», роль Гали Соловьёвой в сериале А. Мурадова «Человек войны», роль Катерины Семёновны в фильме Сергея Сычёва «Я помню», которая принесла награды кинофестивалей.
В 2006 году окончила Белорусскую академию искусств, курс Фомы Воронецкого.
C января 2006 года актриса Национального академического драматического театра имени М. Горького в Минске.

## Личная жизнь
С 2008 года замужем. Муж — Роман Владимирович Подоляко, актёр Национального академического театра им. Янки Купалы (Минск).

## Признание и награды
- 2006 — приз «Золотой Витязь» «За лучшую главную женскую роль», фильм С. Сычёва «Я помню» на XV Международном Кинофоруме «Золотой Витязь» (г. Серпухов, Россия)
- 2006 — диплом «Надежда Бригантины» за исполнение главной женской роли в фильме С. Сычёва «Я помню» на IX Международном кинофестивале «Бригантина» (г. Бердянск, Украина)
- 2007 — приз «Хрустальный Аист» «За лучшую женскую роль» на VI Республиканском фестивале белорусских фильмов (Брест, Белоруссия)
- 2011 — Благодарность Министра культуры Республики Беларусь[3].

## Творчество

### Роли в театре
Дипломные работы:
- «Ариадна на Наксосе», режиссёр В.Боровик, роль — Ариадна.
- «Сильвия» (дипломный спектакль БГАИ 2006 г.) А. Р. Гёрни, режиссёр Валентина Еренькова, роль —Сильвия[3][4].
- «Ревизор» Н. Гоголя, режиссёр Ф.Воронецкий, роль — Мария Антоновна.
- «Крыша» (пластический спектакль), Постановка Ольги Скворцовой, роль — Надежда[3].

Роли, сыгранные на сцене национального академического драматического театра М.Горького:
- «Опера нищих» Брехта, режиссёр Б. Луценко
- «Трёхгрошовая опера» Б.Брехта, К. Вайля режиссёр Борис Луценко, роли — Нищенка, двойник Полли.
- «Амфитрион» по мотивам древнегреческих мифов и произведений Плавта, Ж.-Б.Мольера, Г.Клейста, Ж.Жироду, П.Хакс), режиссёр Борис Луценко, роль — жена воина.
- «Доходное место» (комедия в 2-х действиях) Александра Островского, режиссёр Аркадий Кац, роль — Полинька[3].
- «Легенда о бедном дьяволе» (в 2-х действиях) Владимира Короткевича, режиссёр Борис Луценко, роль — Михалина[3].
- «Мнимый больной» (комедия в 2-х действиях) Жана-Батиста Мольера (перевод Т.Щепкиной-Куперник), режиссёр Аркадий Кац, роль — Анжелика[3].
- «Васса» (сцены семейной жизни в 2-х действиях) Максима Горького, режиссёр Модест Абрамов, роль — Анисья[3].
- «Я твоя невеста» (баллада о влюблённых в 2-х действиях) Виктора Астафьева, режиссёр Валентина Еренькова, роль — Вторая санитарка[3].
- «Мачеха» (другое название «Покинутая женщина»), мелодраматическая история в 2-х действиях О.Бальзака (перевод Е.Минчуковой), режиссёр Борис Луценко, роль — Полина, дочь графа[3].

Участие в текущем репертуаре национального академического драматического театра им. Горького:
- «Волшебные кольца Альманзора» (сказочные приключения в 2-х действиях для детей) Тамары Габбе, режиссёр Сергей Ковальчик, роль — Принцесса Апрелия[3].
- «Земляничная поляна» (в 2-х действиях) Ингмара Бергмана (перевод Е.Суриц), режиссёр Валентина Еренькова, роль — Шарлотта[3].
- «Загадочный визит» (в 2-х частях) Фридриха Дюрренматта (перевод В.Орлова), режиссёр Борис Луценко, роль — Оттилия, дочь Илла[3].
- «Эсфирь» (семейная мелодрама в 2-х действиях) Людмилы Улицкой, режиссёр Валентина Еренькова, роль — Сонечка[3].
- «Записки усталого романтика» (дорожная новелла в 2-х действиях) Михаила Задорнова, режиссёр Игорь Куликов, роль — Лена[3].
- «Распутник» (комедия в 2-х действиях) Эрика-Эмманюэля Шмитта (перевод А.Браиловского), режиссёр Борис Луценко, роль — Анжелика, дочь[3].
- «Укрощение строптивой» (драматическое произведение в жанре мюзикла в 2-х действиях) Уильяма Шекспира (перевод П.Гнедича), режиссёр Еренькова Валентина Г., роль — Бьянка[3].
- «Женихи» (Совершенно невероятное происшествие в 2-х действиях) Николая Гоголя, режиссёр Еренькова Валентина Г., роль — Дуняшка[3].
- «Горе от ума» (комедия в 2-х действиях) Александра Грибоедова, режиссёр Сергей Ковальчик, роль — 5-я княжна[3].
- «Дядюшкин сон» (комедия в 2-х действиях) Фёдора Достоевского, режиссёр Модест Абрамов, роли — Зина и Сонечка[3].
- «Оракул..?» (музыкальная семейная трагикомедия в 2-х действиях по пьесе «Затюканный апостол»)" Андрея Макаёнка, режиссёр Борис Луценко, роль — дочь[3].
- «Проделки Ханумы» (Музыкальная комедия в 2-х действиях) Авксентия Цагарели, режиссёр Сергей Ковальчик, роли — Сона и Невеста[3].
- «Песняр» (Владимиру Мулявину посвящается) Василь Дранько-Майсюк, режиссёр Валентина Еренькова, роль — Зося Пендэрецка-Алеаторская, подруга Мальгеты[3].
- «Круг любви» (лирическая комедия), Сомерсет Моэм, режиссёр Модест Абрамов, роль — Элизабет[3].

Участие в независимом частном театре «Ч»:
- «Деды» («Дзяды»), по поэме Адама Мицкевича, режиссёр Рамуне Кудзманайте, роли — Марыля, Ангел[5].

### Фильмография
- 2004 — Пойти и не вернуться — Зося (главная роль)
- 2004 — Маленькие беглецы — сестра (эпизод)
- 2005 — Цвет любви  — Александра Степановна (невеста) (главная роль)
- 2005 — Человек войны (сериал) — Галя Соловьёва (в 1, 2, 4, 5, 7, 9—11 серии)
- 2005 — Я помню  — Катерина Семёновна (главная роль)
- 2005 — Нежная зима — юная звезда (эпизоды в 1—3 сериях)
- 2007 — Третье небо — Надежда (два эпизода)
- 2007 — Пантера  — Лена (сбежавшая невеста) (два эпизода в 6 серии)
- 2007 — Короли игры (сериал) — Света (эпизод в 6 серии)
- 2008 — Тяжёлый песок (сериал) — Оксана Сташенок (в 8, 11, 13, 15 и 16 серии)
- 2008 — Тунгусский метеорит  — Полина
- 2008 — Каменская-5  — Лена Гордеева, дочь полковника Гордеева
- 2008 — Вызов 3  — Настя Крылова (эпизоды в 3 и 4 сериях)
- 2008 — Пока мы живы  — Ольга Богуш (главная роль)
- 2009 — Суд  — продавщица в продуктовом павильоне (эпизод)
- 2010 — Капитан Гордеев  — Катя, знакомая Гордеева (три эпизода)
- 2010 — Псевдоним «Албанец»-3 (сериал) — Анна Албанцева (в 1, 4, 5, 8—12, 16 сериях)
- 2010 — Самая счастливая (мини-сериал) — Марина (главная роль)
- 2011 — В ожидании любви (мини-сериал) — Настя Корнеева (главная роль)
- 2011 — Голубка (сериал) — Лера Подольская (главная роль)
- 2011 — Выйти замуж за генерала (мини-сериал) — Надежда Ивлева (главная роль)
- 2011 — Один-единственный и навсегда (мини-сериал) — Наталья Первухина (главная роль)
- 2011 — Поцелуй Сократа — Арина Суханова
- 2012 — Обратная сторона Луны  — продавщица в магазине телевизоров (два эпизода во 2 и 6 сериях)
- 2012 — Полосатое счастье (сериал) — Надя Одинцова (главная роль)
- 2012 — Знахарка — Леся (главная роль)
- 2013 — А снег кружит — Лена Некрасова (главная роль)
- 2013 — Хочу замуж — Варя (главная роль)
- 2014 — Клянёмся защищать — Люба Царёва
- 2014 — Разорванные нити  — Шура
- 2014 — Ой, Ма-моч-ки!.. (Ой, Мамочки!..) — Лиза Лазарева (в 6-й серии)
- 2015 — Снайпер: Последний выстрел — Лиза
- 2015 — Провинциалка — Василиса